# Valašská Polanka
Valašská Polanka är en ort i Tjeckien.   Den ligger i regionen Zlín, i den östra delen av landet, 270 km öster om huvudstaden Prag. Valašská Polanka ligger 388 meter över havet och antalet invånare är 1 328.
Terrängen runt Valašská Polanka är huvudsakligen lite kuperad. Valašská Polanka ligger nere i en dal. Runt Valašská Polanka är det ganska tätbefolkat, med 78 invånare per kvadratkilometer. Närmaste större samhälle är Vsetín, 8,5 km norr om Valašská Polanka. I omgivningarna runt Valašská Polanka växer i huvudsak blandskog.